# Montrond (Jura)
Montrond ist eine französische Gemeinde im Département Jura in der Region Bourgogne-Franche-Comté.

## Geographie
Montrond liegt auf 600 m, etwa neun Kilometer nordwestlich der Stadt Champagnole (Luftlinie). Das Dorf erstreckt sich im Jura, im Bereich der Côte de l’Heute am Nordfuß des Mont Rond, zwischen dem Plateau Lédonien im Westen und dem Plateau des Angillon im Osten.
Die Fläche des 25,32 km² großen Gemeindegebiets umfasst einen Abschnitt des französischen Juras. Der größere östliche Teil des Gebietes wird von einem Plateau eingenommen, das durchschnittlich auf 640 m liegt und teils von Acker- und Wiesland, im Süden hauptsächlich von Wald bestanden ist. Zu den großen Waldgebieten zählen die Forêt de la Faye de Montrond, der Bois des Cinq-Chênes und der Bois de la Combe Pachod. Gegen Süden senkt sich das Plateau allmählich ab, wobei der Gemeindeboden bis zum Bachlauf des Angillon (Zufluss des Ain) reicht.
Im Bereich des Dorfes erhebt sich die Krete der Côte de l’Heute, die gemäß der Streichrichtung des Juras in diesem Gebiet in Richtung Südwest-Nordost orientiert ist. Sie bildet nicht einen durchgehenden Kamm, sondern zerfällt in mehrere, teils langgezogene Erhebungen, die maximal 100 m über die umgebenden Plateaus aufragen. Mit 679 m wird auf dem Mont Rond der höchste Punkt der Gemeinde erreicht. Die nordöstlich von Montrond gelegene Combe de Vaumoidon bildet eine Senke zwischen zwei Kreten des Bois de Béguin (bis 660 m). Ein kleiner Gemeindeteil liegt westlich der Côte de l’Heute auf dem Plateau Lédonien (durchschnittlich auf 580 m). Das gesamte Gemeindegebiet zeigt keine oberirdischen Fließgewässer, weil das Niederschlagswasser im verkarsteten Untergrund versickert.
Zu Montrond gehören neben dem eigentlichen Ort auch mehrere Weiler und Einzelhöfe, darunter:
- La Feuilla (580 m) am Ostrand des Plateau Lédonien
- La Rochère (610 m) am Ostfuß des Mont Rond

Nachbargemeinden von Montrond sind Molain und Valempoulières im Norden, Le Pasquier und Ardon im Osten, Champagnole und Crotenay im Süden sowie Besain im Westen.

## Geschichte
Verschiedene Funde weisen darauf hin, dass das Gemeindegebiet von Montrond bereits in vorgeschichtlicher Zeit besiedelt war. Im 13. Jahrhundert gründete Pfalzgraf Otto III. von Burgund die Festung Montrond, bei der sich mit der Zeit ein kleiner Burgflecken entwickelte. Die Burg und die Umfassungsmauer von Montrond wurden 1479 von Truppen des Königs Ludwig XI. zerstört. Ebenfalls im 13. Jahrhundert wurde das Priorat Vaux gegründet. Zusammen mit der Franche-Comté gelangte Montrond mit dem Frieden von Nimwegen 1678 an Frankreich.
Im Zweiten Weltkrieg befand sich Frankreich unter deutscher Besatzung. Am 27. Februar 1944 ereignete sich ein deutscher Angriff auf den im Wald bei Montrond lagernden Widerstand der Résistance.

## Sehenswürdigkeiten

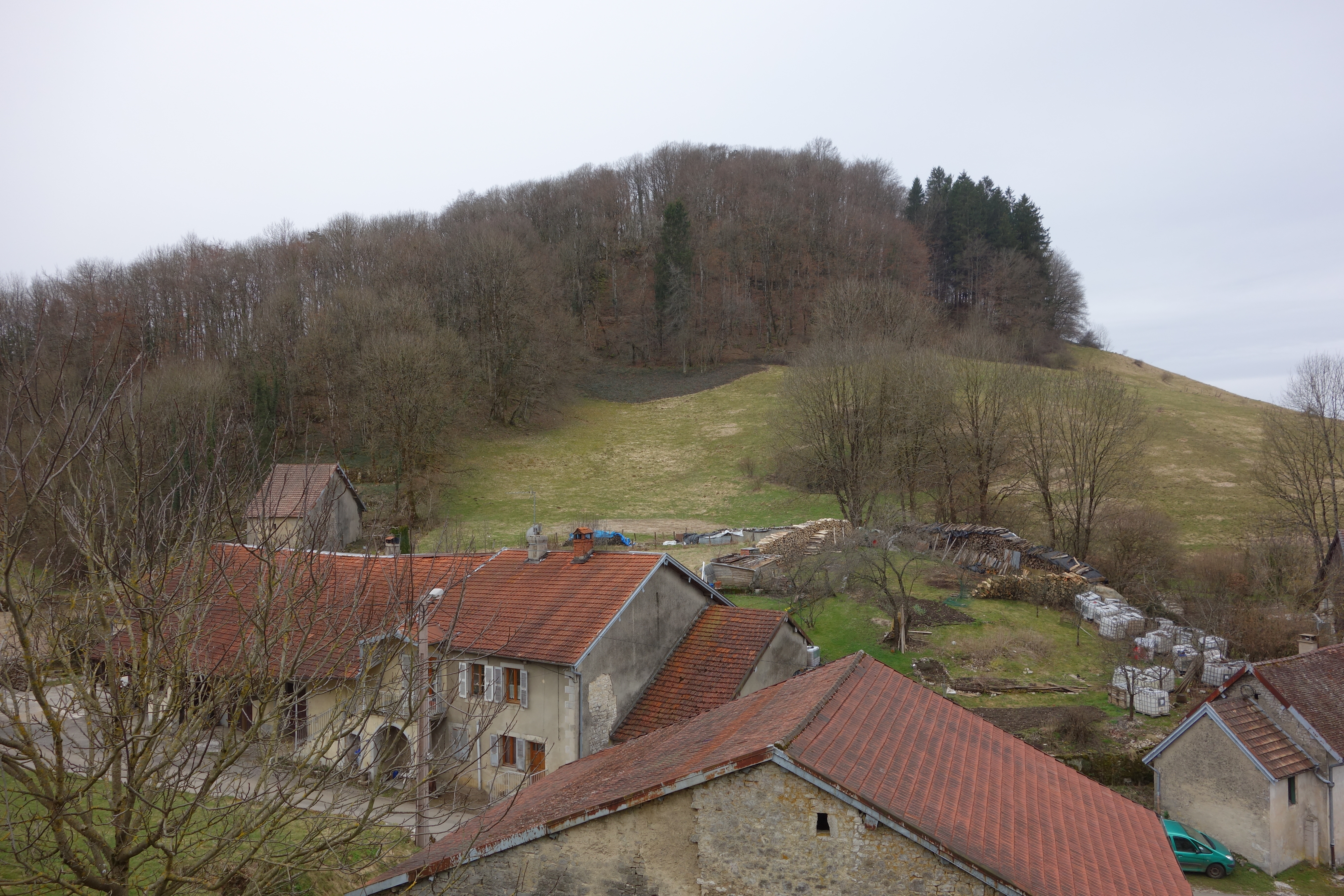
Reste der mittelalterlichen Burg

Die Dorfkirche von Montrond wurde im 19. Jahrhundert erbaut. Auf dem Mont Rond sind Ruinen der mittelalterlichen Burg aus dem 13. Jahrhundert, darunter der Bergfried, erhalten.

## Bevölkerung
| Jahr                       | 1962 | 1968 | 1975 | 1982 | 1990 | 1999 | 2004 | 2018 |
| -------------------------- | ---- | ---- | ---- | ---- | ---- | ---- | ---- | ---- |
| Einwohner                  | 350  | 356  | 357  | 383  | 400  | 408  | 421  | 492  |
| Quellen: Cassini und INSEE |      |      |      |      |      |      |      |      |

Mit 483 Einwohnern (Stand 1. Januar 2022) gehört Montrond zu den kleinen Gemeinden des Départements Jura. Nachdem die Einwohnerzahl in der ersten Hälfte des 20. Jahrhunderts deutlich abgenommen hatte (1881 wurden noch 501 Personen gezählt), wurde seit Beginn der 1970er Jahre wieder ein leichtes und zuletzt deutlicheres Bevölkerungswachstum verzeichnet.

## Wirtschaft und Infrastruktur
Montrond war bis weit ins 20. Jahrhundert hinein ein vorwiegend durch die Landwirtschaft und die Forstwirtschaft geprägtes Dorf. Daneben gibt es heute einige Betriebe des lokalen Kleingewerbes. Mittlerweile hat sich das Dorf auch zu einer Wohngemeinde gewandelt. Viele Erwerbstätige sind Wegpendler, die in den größeren Ortschaften der Umgebung ihrer Arbeit nachgehen.
Die Ortschaft ist verkehrstechnisch recht gut erschlossen. Sie liegt an der Hauptstraße N5, die von Dole via Poligny nach Champagnole führt. Weitere Straßenverbindungen bestehen mit Arbois, Besain, Crotenay, Le Pasquier und Valempoulières.